# Jone Blikra

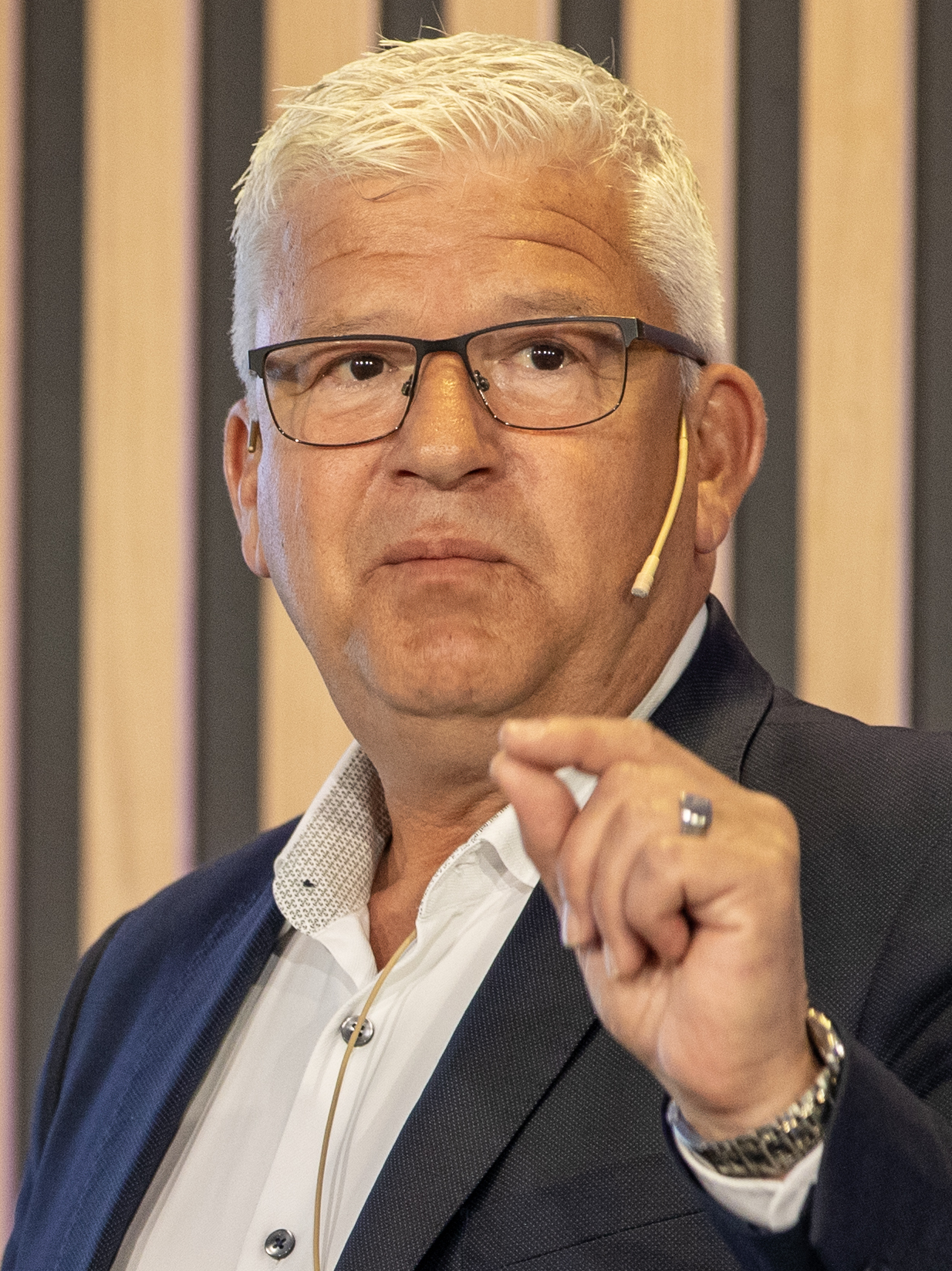
Jone Blikra, 2024

Jone Blikra (* 11. Oktober 1962) ist ein norwegischer Politiker der sozialdemokratischen Partei Arbeiderpartiet (Ap). Seit März 2022 ist er Abgeordneter im Storting.

## Leben
Blikra stammt aus Kragerø und arbeitete zwischen 1985 und 2019 als Polizist und Lensmann. Von 1992 bis 1993 wirkte er an der United Nations Protection Force in Jugoslawien mit. Im Jahr darauf war er als Beobachter für die TIPH im Westjordanland tätig. In seiner Heimatkommune engagierte er sich zudem lokalpolitisch. So war Blikra von 1991 bis 1999 und erneut ab 2003 Mitglied des dortigen Kommunalparlaments. Im Jahr 1996 wurde er zum stellvertretenden Vorsitzenden der Arbeiderpartiet im Fylke Telemark gewählt, was er bis 2020 blieb. In der von 2007 bis 2011 andauernden Legislaturperiode gehörte er zudem dem Fylkesting von Telemark an. Im Anschluss an die Kommunalwahl im Jahr 2015 erfolgte Blikras Wahl zum Bürgermeister der Kommune Kragerø. Das Amt als Bürgermeister hatte er bis 2019 inne. Anschließend wurde er wieder einfaches Mitglied des Kommunalparlaments. Im Jahr 2020 machte er seine Erfahrungen mit Alkoholismus öffentlich.
Blikra konnte bei der Parlamentswahl 2021 nicht direkt in das norwegische Nationalparlament Storting einziehen. Stattdessen wurde er Vararepresentant, also Ersatzabgeordneter, für den Wahlkreis Telemark. Als solcher vertritt er seit März 2022 seinen Parteikollegen Terje Aasland, der als Regierungsmitglied sein Stortingsmandat ruhen lassen muss. Blikra wurde Mitglied im Transport- und Kommunikationsausschuss.